# 이황초등학교
이황초등학교는 대한민국 경기도 이천시 장호원읍 이황리에 있는 공립 초등학교이다.

## 학교 연혁
- 1941년 4월 1일 이황공립국민학교 인가(6학급)
- 1985년 3월 5일 병설유치원 개원
- 1996년 3월 1일 이황초등학교로 명칭 변경
- 2003년 11월 26일 교실 6개실 증축(신관)
- 2007년 2월 27일 글로벌 체험학습관 개관
- 2018년 9월 1일 제26대 이웅재 교장 부임
- 2020년 1월 3일 제75회 졸업식
- 2020년 3월 1일 6학급 편성

## 참고 자료
- 이황초등학교 - 한국교육학술정보원 학교알리미